# Stephan Noller

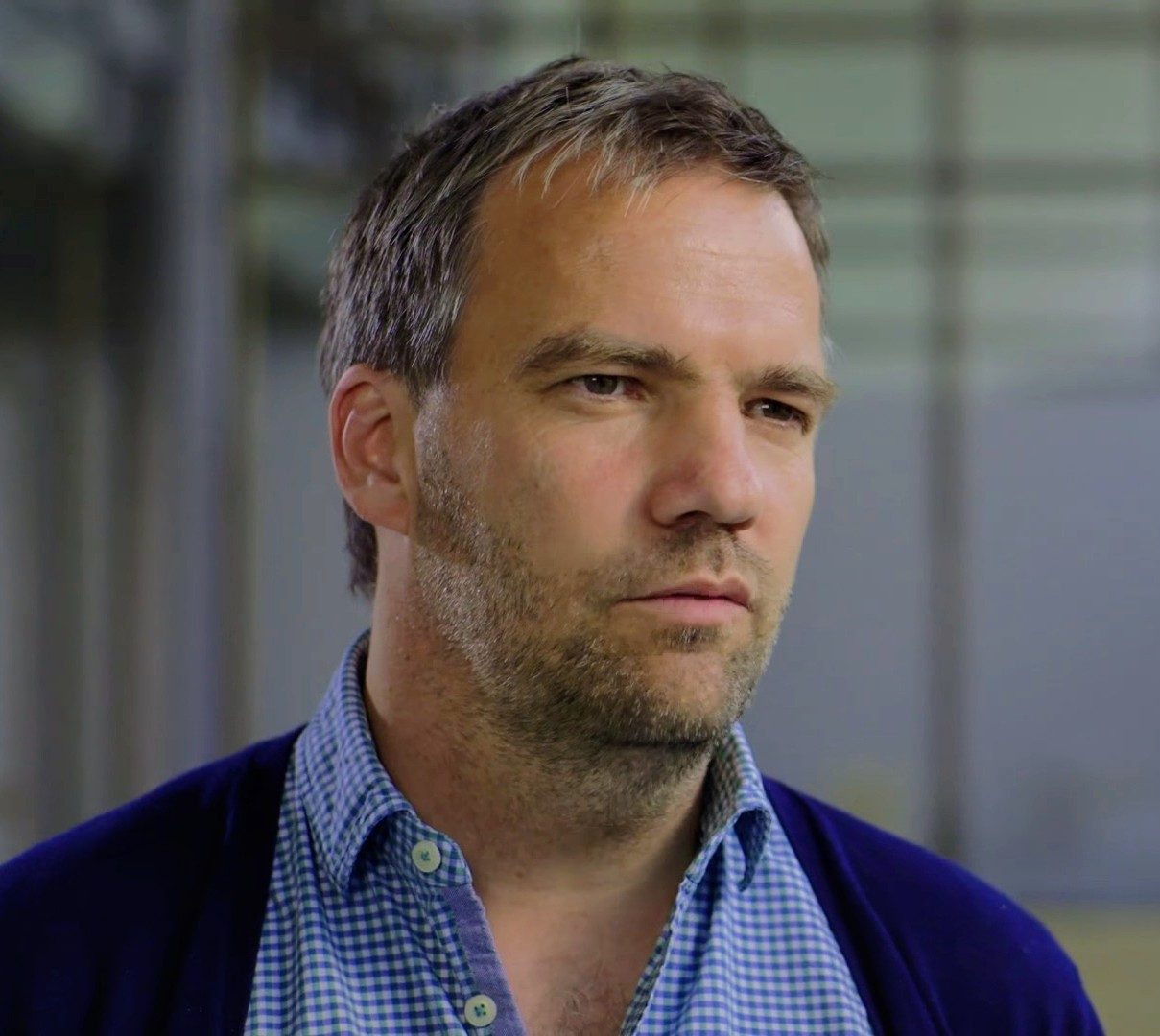
Stephan Noller (2016)

Stephan Noller (* 6. Januar 1970) ist ein deutscher Internet-Unternehmer.

## Leben
Stephan Noller studierte Psychologie an der Universität zu Köln und schloss das Studium mit einem Diplom zum Thema „Mentale Modelle und Webnavigation“ ab. In Fachpublikationen und Forschungsarbeiten beschäftigte er sich mit der Frage, wie mit statistischen Verfahren Schlüsse aus dem Onlineverhalten von Nutzern gezogen werden können. Nach seiner Tätigkeit bei TNS Emnid, wo er für den Aufbau eines Verfahrens zur Messung von Internet-Reichweiten für den Branchenverband AGOF verantwortlich war, das 2006 mit dem Preis der deutschen Marktforschung ausgezeichnet wurde, entwickelte er 2005/2006 bei TNS Infratest ein Targeting-System für Onlinewerbung auf der Basis eines automatisierten Profilings, das u. a. bei United Internet Media, dem Konzern zu dem u. a. die Portale GMX.de und web.de gehören, unter dem Namen „TGP“ zum Einsatz kam.
Noller verantwortete die Weiterentwicklung dieses Targeting-Systems (Predictive-Behavioral-Targeting von nugg.ad) und die kontinuierliche Anpassung der Technologie an die Anforderungen des Marktes. Das genannte Targeting-System erhielt als erstes Targeting-Verfahren am Markt das Datenschutz-Gütesiegel des unabhängigen Landeszentrums für Datenschutz in Kiel (ULD) unter der Leitung von Thilo Weichert, sowie das von der europäischen Kommission geförderte EuroPrise-Siegel. Einer der wesentlichen Gründe für diese Auszeichnung war die Einführung eines vorgelagerten Anonymisierungsdienstes, der IP-Adressen zuverlässig herausfiltert und so das für den Datenschutz zentrale Merkmal der Datensparsamkeit erfüllt. Als Chairman des Policy Committee beim IAB Europe vertrat er zusätzlich die Interessen der europäischen Internetwirtschaft in Brüssel. Im Zentrum seiner Tätigkeit lag dabei der Datenschutz und dessen Herausforderungen aufgrund datengetriebener Geschäftsmodelle im Internet.
Im Rahmen dieser Tätigkeit wurde am 16. April 2011 von einer breiten Koalition aus Verbänden, Unternehmen und Technologie-Anbietern der europäischen Online-Industrie ein Selbstregulierungsmodell der Öffentlichkeit vorgestellt, das die Regelungslücke in der Umsetzung der E-Privacy-Directive der Europäischen Kommission adressiert und für mehr Transparenz und Kontrolle im Umgang mit „Online Behavioral Advertising“ führen soll.
Neben den industriellen Aspekten beteiligt sich Noller auch an der sog. Post-Privacy-Debatte und beschäftigt sich mit der Frage, inwiefern das klassische Modell des Datenschutzes überhaupt noch auf heutige Nutzungs-Szenarien im Internet und bei Big-Data-Szenarien angewendet werden kann. Zudem war Stephan Noller von 2014 bis 2019 Mitglied des Beirats „Junge Digitale Wirtschaft“ im Bundesministerium für Wirtschaft und Energie (BMWi).
Nach Verkauf der von ihm gegründeten nugg.ad AG an die Deutsche Post im Jahr 2010 und später an die Zalando AG im Jahr 2015, gründete er mit Ubirch eine weitere Firma, die sich mit sicherer Kommunikation für Anwendungen im Internet beschäftigt. Die Sicherheit der Kommunikation soll hergestellt werden, indem Dinge über Mobilfunk und asymmetrische Verschlüsselung kommunizieren, zudem verankert Ubirch nach eigenen Angaben kryptographische Anker in mehreren Public Blockchains, um Daten verifizierbar zu machen. Mit einem darauf basierenden Verfahren implementierte die Firma in der Corona-Pandemie mehrere Anwendungen um Corona-Testergebnisse und später auch Impfnachweise digital abzusichern und verifizierbar zu machen. Im März 2021 wurde zudem bekanntgegeben, dass Ubirch in einem Konsortium mit IBM, Bechtle und govdigital den Auftrag des Bundesgesundheitsministeriums erhalten hat die nationale Lösung für einen digitalen Impfnachweis zu entwickeln.
Noller ist zudem Mitgründer der in Berlin ansässigen gemeinnützigen Calliope gGmbH, die sich zum Ziel gesetzt hat, Initiativen im Bereich digitale Bildung zu unterstützen und eigene Angebote zu entwickeln. In dem Zusammenhang wurde die Bastelplatine Calliope mini vorgestellt, die zum IT-Gipfel der Bundesregierung im Herbst 2016 vorgestellt wurde. Von Juni 2017 bis Februar 2020 war Noller Vizepräsident des Bundesverbands Digitale Wirtschaft (BVDW) e.V.
Noller ist Mitglied des digitalpolitischen Vereins D64 – Zentrum für Digitalen Fortschritt.